# Izabo
Izabo es una banda israelí. Su estilo musical es diverso, abarcando el indie rock, la música disco y la música de Oriente Medio.

## Eurovisión 2012
En 2012 fueron elegidos internamente por la televisión IBA para representar a Israel en el Festival de la Canción de Eurovisión 2012 en Bakú, Azerbaiyán, donde interpretaron la canción "Time", que finalizó en el 13° puesto con 33 puntos, quedando fuera de la final.

## Miembros
- Ran Shem Tov - voz y guitarra
- Shiri Hadar - teclado
- Jonathan Levi - bajo
- Nir Mantzur - batería